# 7828 Noriyositosi
7828 Noriyositosi eller 1992 SD13 är en asteroid i huvudbältet som upptäcktes 28 september 1992 av de båda japanska astronomerna Kazuro Watanabe och Masayuki Yanai vid Kitami-observatoriet. Den är uppkallad efter japanen Noriyosi Furiya.
Asteroiden har en diameter på ungefär 8 kilometer.